# The Rain
The Rain (en español: «La Lluvia») fue la banda británica de rock que más tarde pasaría a ser llamada: Oasis. Formada en Mánchester en el año 1990, por Chris Hutton (voz), Paul "Bonehead" Arthurs (guitarra), Paul "Guigsy" McGuigan (bajo), Daniel Alexander (baterista), más tarde Tony McCarroll se volvería el nuevo baterista de la banda y por último Liam Gallagher como vocalista de la banda.   
El nombre de la banda fue sacado de una canción correspondiente a The Beatles llamada Rain. 
Hutton fue reemplazado por Liam Gallagher en el año 1991, quien se convertiría en el principal compositor de esta junto con Bonehead, la banda luego cambiaría su nombre a Oasis por sugerencia de Liam, inspirado por un póster de Inspiral Carpets, en la cual Noel Gallagher era roadie.  En esta asociación, se escribieron varias canciones, entre ellas "Take Me" y "Life in Vain". La banda ensayaba pocos días a la semana y realizaban pocas presentaciones.
The Rain no crecía por sí misma y no parecía tener mucho futuro, por lo que Liam pidió a su hermano Noel que se les uniera así que Noel aceptó. Fue con la presencia de Noel en la banda cuando, después de un tiempo, les ofrecieron un contrato para grabar un disco.
Tanto influyó la presencia de Noel, que escribió íntegros los primeros tres discos de la banda ("Definitely Maybe", "(What's The Story) Morning Glory?" y "Be Here Now"), incluyendo lados-B los cuales aparecerían más tarde en el recopilatorio "The Masterplan". En los siguientes discos continuó siendo el principal escritor, pero también permitiendo a los demás miembros escribir canciones para la banda, de esta manera podrían aportar y demostrar sus dotes como escritores.